# 20568 Migaki
A 20568 Migaki (ideiglenes jelöléssel 1999 RC130) a Naprendszer kisbolygóövében található aszteroida. A LINEAR projekt keretében fedezték fel 1999. szeptember 9-én.